# Endi
Endi (en llatí Endius, en grec antic Ἔνδιος "Endios") fou un polític espartà fill d'Alcibíades, d'una família emparentada o relacionada amb l'atenenc Alcibíades i d'una generació anterior però propera, que va introduir aquest nom espartà entre els atenencs.
Sembla que va ser un dels tres ambaixadors enviats per Esparta l'any 420 aC per dissuadir a Atenes d'una aliança amb Argos. Van ser escollits, diu Tucídides, per la creença que eren acceptables pels atenesos i per agradar a Alcibíades, que probablement va aprofitar aquest avantatge per organitzar un engany que va impedir l'aliança.
Va ser elegit èfor la tardor de l'any 413 aC, en el moment del desastre atenenc a Siracusa i per mitjà d'ell, Alcibíades va donar un cop fort al seu país portant els lacedemonis a atacar a la costa de Jònia que segurament s'hauria posposat. La seva influència va aconseguir que Esparta prestés ajuda a Quios i quan les naus d'Alcibíades es van trobar bloquejades al Pireu aturant totes les operacions, va convèncer de nou Endi i els seus col·legues perquè fessin un nou intent.
Tucídides diu que Alcibíades era el seu πατρικὸς ἐς τὰ μάλιστα ξένος ("patrikós és ta málista xénos") que probablement vol dir que va residir a casa seva durant la seva estada a Esparta.
Segons diu Diodor de Sicília, després de la batalla de Cízic l'any 410 aC va ser enviat altre cop com ambaixador a Atenes amb propostes raonables de pau que van ser rebutjades per influència del demagog Cleofó. És probable aquest viatge a Atenes degut a les seves relacions d'amistat amb Alcibíades, el vencedor a Cízic, encara que d'aquest fet no en parli Xenofont.